# José César Meneses
José César de Meneses foi um administrador colonial português.
Foi governador da Capitania de Pernambuco entre 31 de agosto de 1774 e 13 de dezembro de 1787.